# Parc national de la Montagne de la Table
Le parc national de la Montagne de la Table (en anglais : Table Mountain National Park), anciennement parc national de la péninsule du Cap (en anglais : Cape Peninsula National Park), est un parc national au Cap, en Afrique du Sud. Créé en 1998, il protège la montagne de la Table et son finbos endémique du pays. En 1984, des zèbres de montagne du Cap y ont été introduits.

## Géographie

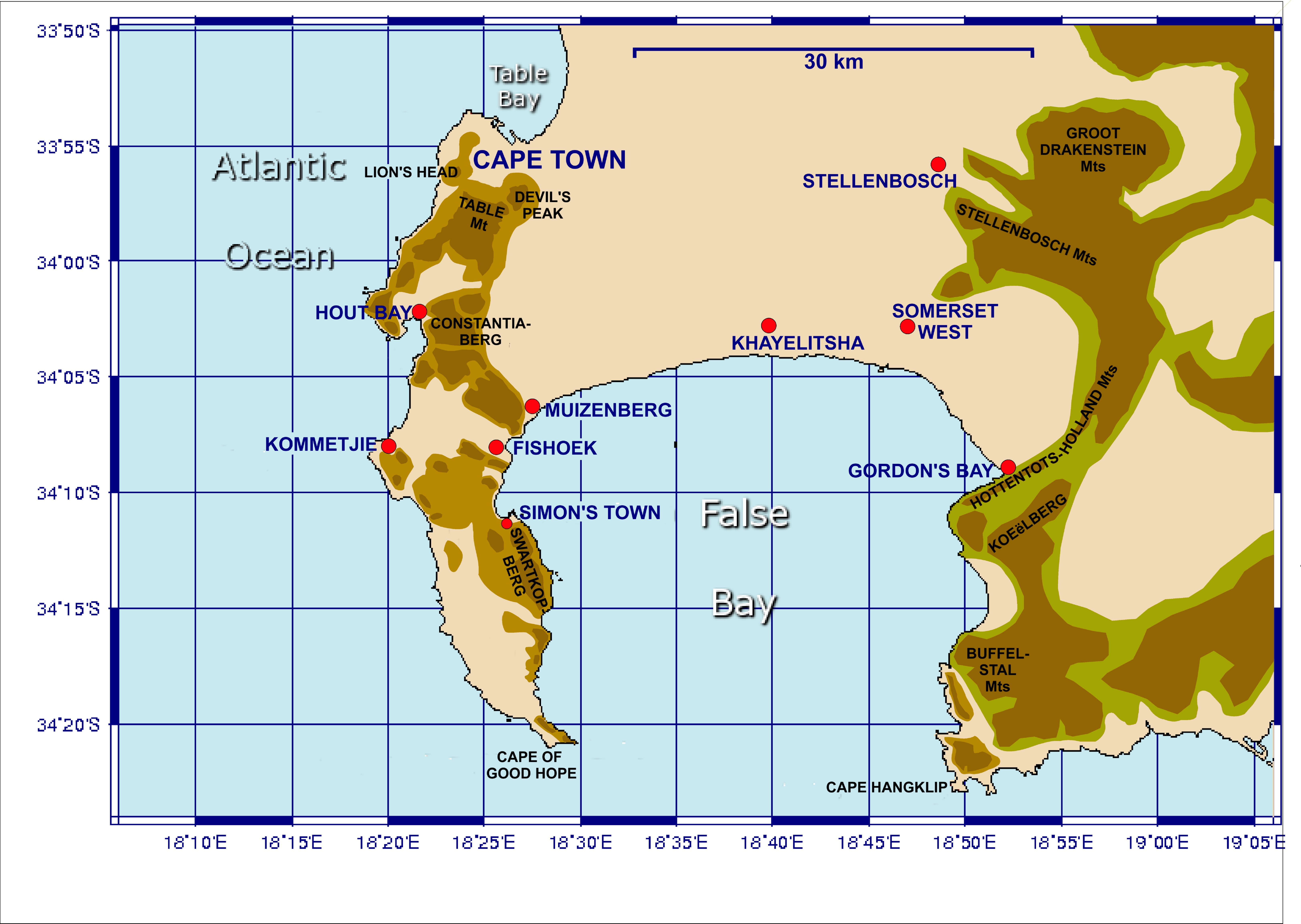
Carte représentant la péninsule du Cap avec la ville du Cap nichée entre la montagne de la Table, Lion's Head, le pic du Diable et la baie de la Table. La plupart des sommets indiqués en brun appartiennent au parc national, ainsi que le cap de Bonne-Espérance et une partie la zone côtière.

Le parc national est séparé par des zones urbanisées et se divise en trois sections :

### Section de la Montagne de la Table
Cette partie comprend Signal Hill, Lion's Head, la montagne de la Table, Devil's Peak, les Douze Apôtres et Orange Kloof (une zone protégée fermée au public).

### Section de Silvermine-Tokai
Du nord-ouest au sud-est elle court de la côte atlantique jusqu'à False Bay. Elle borde entre autres Hout Bay, Constantia, Kalk Bay. Elle regroupe la forêt d'État de Tokai et la réserve naturelle de Silvermine.

### Section deCape Point

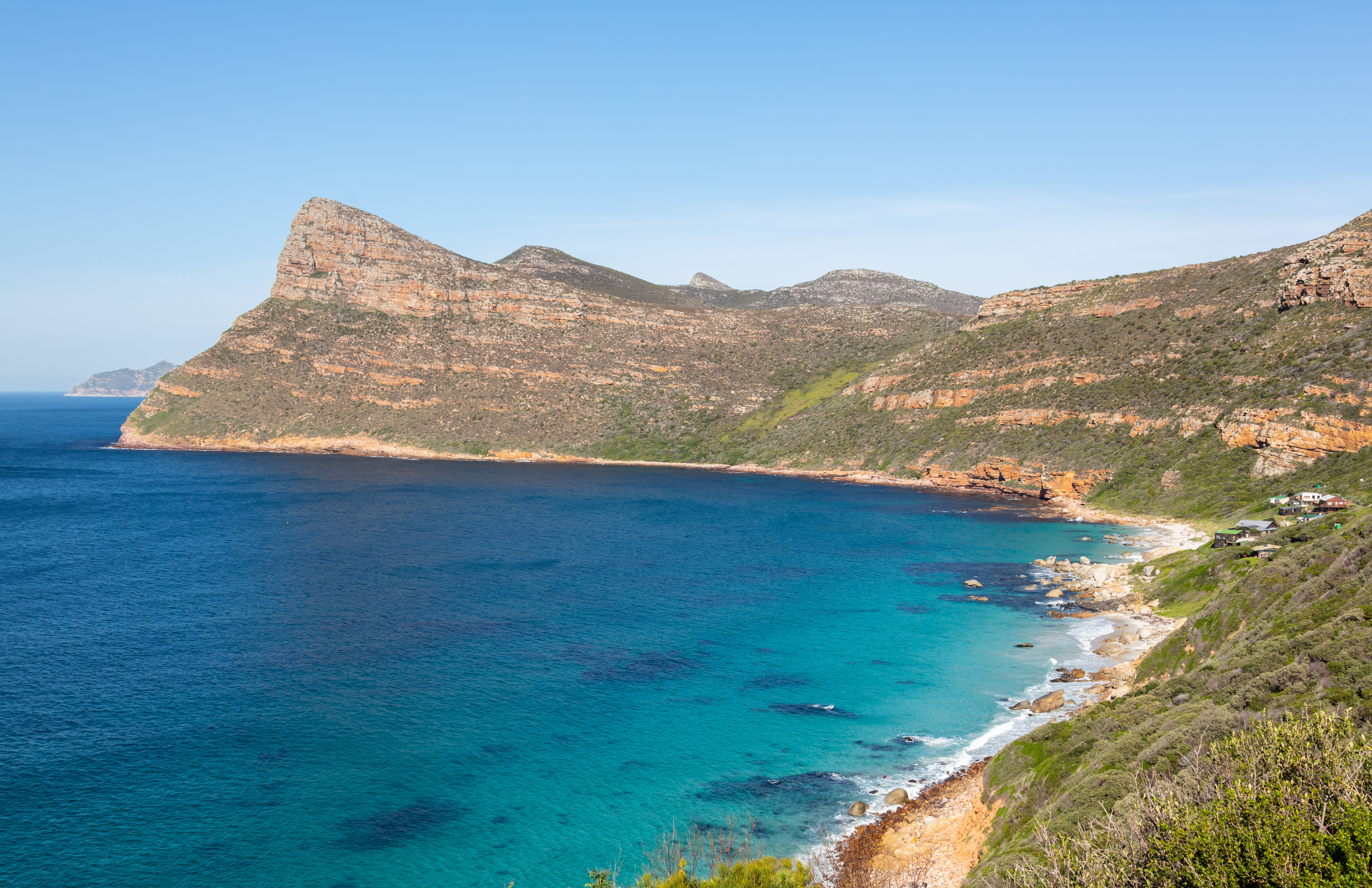
La baie de Smitswinkel entre Simon's Town et Cape Point.

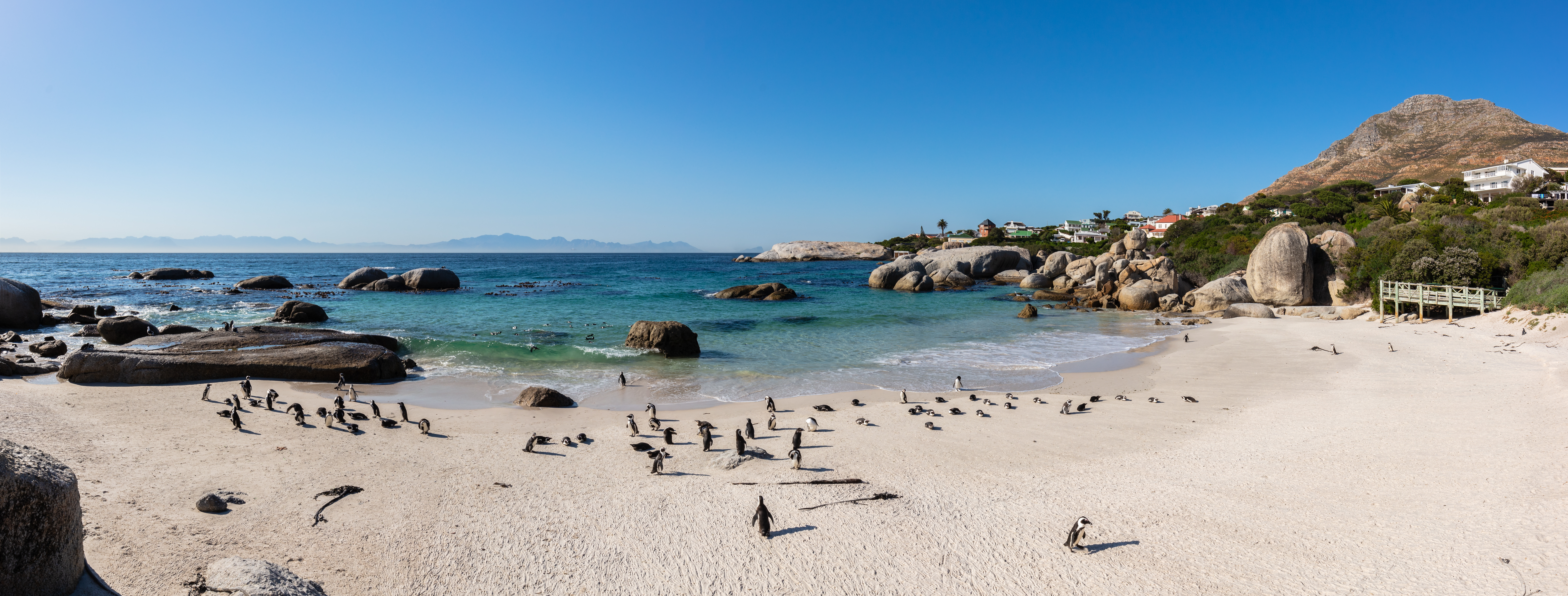
Manchots du Cap à Boulders Beach. Juillet 2018.

Cette section couvre tout le sud de la péninsule du Cap et s'étend de Cap Point à Scarborough et Simon's Town avec la plage de Boulders Beach. 